# Tribeca
Tribeca, originariamente scritto TriBeCa, è un quartiere di Lower Manhattan a New York. Il suo nome è l'abbreviazione di Triangle Below Canal Street, ovvero "triangolo sotto Canal Street". Più precisamente TriBeCa è un quadrilatero delimitato da Canal Street, West Street, Broadway e Chambers Street. 

## Storia
Il quartiere in passato era un terreno agricolo, divenne poi un quartiere residenziale all'inizio del XIX secolo, per poi diventare un noto centro finanziario, caratterizzato dalla presenza di numerosi magazzini. Oggi il quartiere si è rinnovato ed è diventato area residenziale di alta classe e alla moda, nella quale hanno stabilito la loro residenza anche celebrità quali Julia Roberts, Mariah Carey, Beyoncé, Jay-Z, Harvey Keitel, Taylor Swift e Robert De Niro; quest'ultimo, in particolare, ha aperto dal 1997 il ristorante TriBeCa Grill. Proprietario di casa a TriBeCa è anche il presentatore televisivo e comico David Letterman. 
È pattugliato dal 1º distretto del New York City Police Department.

## Eventi
In seguito agli attentati dell'11 settembre 2001 al World Trade Center il quartiere, vicino alla zona dell'evento, ha subito un'inevitabile perdita di vitalità. Per ridare vita e cultura al quartiere, nel 2002 Jane Rosenthal e Robert De Niro hanno fondato il Tribeca Film Festival, divenuto in breve tempo uno dei festival cinematografici più interessanti e seguiti del mondo.

## Trasporti
Il quartiere è servito dalla metropolitana di New York attraverso le stazioni di Canal Street, Franklin Street e Chambers Street della linea IRT Broadway-Seventh Avenue, dove fermano i treni delle linee 1, 2 e 3, e quella di Canal Street della linea IND Eighth Avenue, dove fermano i treni delle linee A, C e E.